# René (Sarthe)
René is een gemeente in het Franse departement Sarthe (regio Pays de la Loire) en telt 354 inwoners (1999). De oppervlakte bedraagt 12,52 km², de bevolkingsdichtheid is 28 inwoners per km².

## Demografie
Onderstaande figuur toont het verloop van het inwonertal (bron: INSEE-tellingen).

1. ↑  Populations de référence 2022.